# Jesús Limardo
Jesús Limardo (né le 29 février 1996 à Ciudad Bolívar) est un escrimeur vénézuélien pratiquant l'épée.

## Carrière
Ruben remporte la médaille d'argent lors des championnats panaméricains à Toronto en perdant 14-15 face à son frère Rubén Limardo. Un mois plus tard, Jesús et Rubén se retrouvent face à face pour la finale des Jeux panaméricains de 2019 à Lima avec une nouvelle victoire de Rubén, ensemble et accompagnés de leur autre frère Francisco Limardo et de Grabiel Lugo, ils décrochent la médaille de bronze par équipes.
Il monte sur son premier podium mondial avec une médaille de bronze par équipes lors des championnats du monde 2023 à Milan.
En 2024, Ruben décroche une médaille de bronze aux championnats panaméricains. Il est sélectionné comme remplaçant dans l'équipe Vénézuélienne pour les Jeux olympiques de Paris.